# One Liberty Place
One Liberty Place ist der Name eines 288 Meter hohen Wolkenkratzers in Philadelphia. Das von Helmut Jahn entworfene und 1987 fertiggestellte Gebäude überragte als erstes das 1901 errichtete Rathaus. 1990 wurde es durch den architektonisch ähnlichen, etwas kleineren Wolkenkratzer Two Liberty Place ergänzt. Die besonders gestaltete spitze Dachkonstruktion erinnert leicht an das Chrysler Building in New York City. Bis 2007 blieb es das höchste Gebäude Philadelphias, als das Comcast Center seine volle Höhe von 297 Meter erreichte und somit One Liberty Place übertraf. Seit der Fertigstellung des Comcast Technology Centers im Jahr 2018 ist es das dritthöchste Bauwerk der Stadt.